# Tałowskoje
Tałowskoje (ros. Таловское) – wieś (sieło) w Rosji, w obwodzie omskim, w rejonie szerbakulskim. W 2021 liczyła 952 mieszkańców.